# Nothomastix sisyroptila
Nothomastix sisyroptila là một loài bướm đêm trong họ Crambidae.